# Sweet Dreams (Are Made of This)
Sweet Dreams (Are Made of This) je drugi studijski album britanskog sastava Eurythmics. Jedan je od najuspješnijih albuma sastava.

## Popis pjesama
Sve pjesme napisali su Annie Lennox i David A. Stewart, osim gdje je drukčije navedeno.
1. "Love Is a Stranger" - 3:43
2. "I've Got an Angel" - 2:45
3. "Wrap It Up" (feat. Green Gartside) (Isaac Hayes, David Porter) - 3:33
4. "I Could Give You (A Mirror)" - 3:51
5. "The Walk" - 4:40
6. "Sweet Dreams (Are Made of This)" - 4:50
7. "Jennifer" - 5:06
8. "This Is the House" - 4:56
9. "Somebody Told Me" - 3:29
10. "This City Never Sleeps" - 6:33

Dodatne pjesme na izdanju iz 2005.
1. "Home Is Where the Heart Is" - 2:28
2. "Monkey Monkey" - 4:14
3. "Baby's Gone Blue" - 5:15
4. "Sweet Dreams (Are Made of This)" (Hot Remix) - 5:17
5. "Love Is a Stranger" (Coldcut Remix) - 7:18
6. "Satellite of Love" (Lou Reed) - 4:37